# Umbar
Umbar je grad u Međuzemlju, izmišljenom svijetu J. R. R. Tolkiena.
Umbar je bio glavna luka Harada, zemlje barbarskih ljudi pod Sauronovim utjecajem. Grad se nalazi na poluotoku, a središte je istoimene pokrajine. Osnovali su ga ljudi iz Numenora, te je bio njihova najveća luka. Za vrijeme rata Saurona i Numenorejaca Umbar je bio jedan od rijetkih gradova u Međuzemlju pod upravom Númenora. Godine 3261. Drugoga doba u Umbaru se iskrcala velika numenorska vojska kojoj se Sauron predao bez borbe. Nakon potonuća Númenora, mnogi Numenorejci u gradu padaju pod Sauronovu vlast te postaju poznati kao Crni Numenorejci. Ubrzo, ostatci Vjernih Numenorejaca osnivaju kraljevstvo Gondor, koje postaje glavna prijetnja i neprijatelj Umbaru. Godine 1000. Trećega doba Gondor, na vrhuncu svoje moći, napada Umbar i velike dijelove Harada te osvaja područje do rijeke Poros te također i grad Umbar. No Gondor polako slabi te u njemu izbija građanski rat. Umbarci i Haradrimi ponovno zauzimaju Umbar. Gdje grade veliku flotu te napadaju Gondorska obalana područja, a posebno luku Pelargir na Anduinu. No 2980. godine Aragorn vodi napad na Umbar i uništava dio flote. No već 2918. godine, umbarski gusari sklapaju savez sa Sauronom i napadaju južne Gondorske pokrajine. Kako je Gondor bio i pod napadom Saurona nikakva pomoć nije stizala. No Aragorn, Gimli i Legolas dovode vojsku nemrtvih koja pobjeđuje umbarske gusare. Kada je Aragorn okrunjen za kralja on ponovno nadzire Umbar. 